# Municipio Atocha

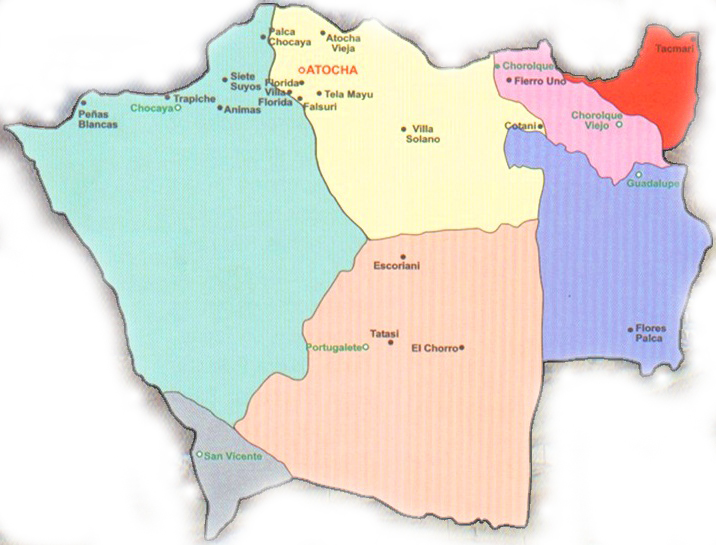
Gliederung des Municipio Atocha

Das Municipio Atocha ist ein Verwaltungsbezirk im Departamento Potosí im südamerikanischen Anden-Staat Bolivien.

## Lage im Nahraum
Das Municipio Atocha ist eines von zwei Municipios der Provinz Sur Chichas; es liegt im nördlichen Teil der Provinz. Es grenzt im Nordwesten an die Provinz Nor Chichas, im Nordwesten an die Provinz Antonio Quijarro, im Westen an die Provinz Nor Lípez und im Süden und Osten an das Municipio Tupiza. Es erstreckt sich auf 75 Kilometer in Ost-West-Richtung und auf 65 Kilometer in Nord-Süd-Richtung.
Der zentrale Ort des Municipios ist die Kleinstadt Atocha mit 2240 Einwohnern (Volkszählung 2012) am Nordrand des Municipios.

## Geographie

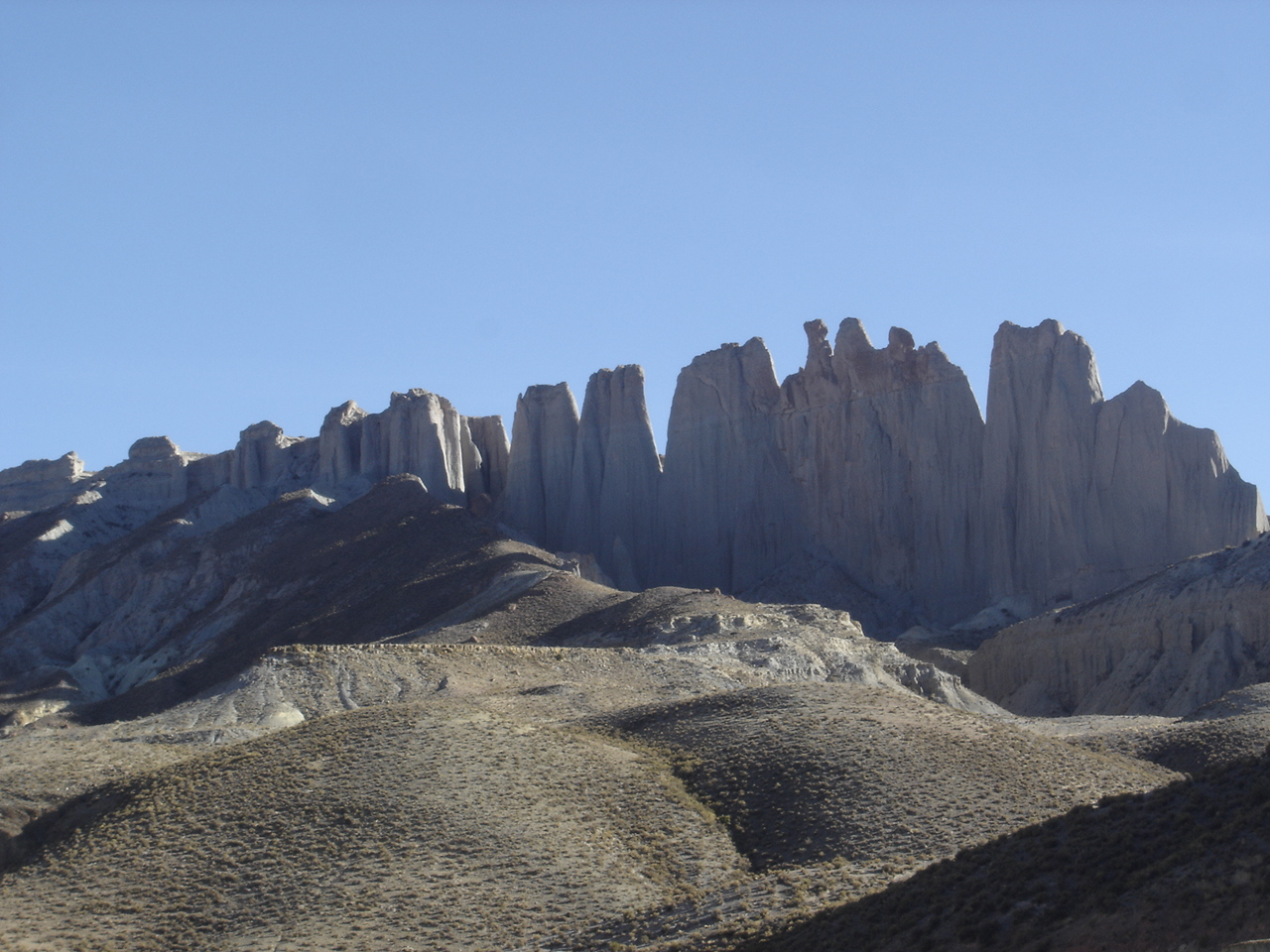
Höhenzug Las Velas

Das Municipio Atocha liegt auf dem bolivianischen Altiplano in den nördlichen Ausläufern der Anden-Gebirgskette der Cordillera de Lípez. Das Klima der Region ist arid und weist ein deutliches Tageszeitenklima auf, bei dem die täglichen Temperaturschwankungen stärker ausfallen als die Temperaturschwankungen im Jahresverlauf.
Die mittlere Jahrestemperatur der Region liegt bei 11 °C (siehe Klimadiagramm Atocha), mit einem Monatsdurchschnittswert von 6 bis 7 °C im Juni/Juli und 13–14 °C von November bis März. Der Jahresniederschlag beträgt niedrige 200 mm, wobei die Monate April bis Oktober nahezu niederschlagsfrei sind. Nur von November bis März fallen nennenswerte Niederschläge, mit einem Maximum von etwa 50 mm Monatsniederschlag im Januar.

## Bevölkerung
Die Einwohnerzahl ist zwischen 1992 und 2024 um etwa ein Viertel zurückgegangen:
| Jahr | Einwohner | Quelle       |
| ---- | --------- | ------------ |
| 1992 | 12.216    | Volkszählung |
| 2001 | 9.536     | Volkszählung |
| 2012 | 11.226    | Volkszählung |
| 2024 | 9.364     | Volkszählung |

Das Municipio hatte bei der letzten Volkszählung von 2024 eine Bevölkerungsdichte von 4,55 Einwohnern/km², der Anteil der städtischen Bevölkerung lag bei 40 Prozent. Der Anteil der unter 15-Jährigen an der Bevölkerung betrug 47,1 Prozent, die Lebenserwartung der Neugeborenen lag bei 56 Jahren. (2001)
Der Alphabetisierungsgrad bei den über 19-Jährigen beträgt 85 Prozent, und zwar 95 Prozent bei Männern und 76 Prozent bei Frauen.
96 Prozent der Bevölkerung sprechen Spanisch und 70 Prozent Quechua. 89 Prozent der Bevölkerung sind katholisch, 7 Prozent evangelisch. (2001)
18 Prozent der Bevölkerung haben keinen Zugang zu Elektrizität, 89 Prozent leben ohne sanitäre Einrichtung. (2001)

## Politik
Ergebnis der Regionalwahlen (concejales del municipio) vom 4. April 2010:
| Wahlberechtigte |  | Stimmen | gültig |  | MAS-IPSP | A.C.U. |
| --------------- |  | ------- | ------ |  | -------- | ------ |
| 5.748           |  | 4.927   | 3.421  |  | 2.226    | 1.195  |
|                 |  | 85,7 %  | 69,4 % |  | 65,1 %   | 34,9 % |

Ergebnis der Regionalwahlen (elecciones de autoridades políticas) vom 7. März 2021:
| Wahl- berechtigte |  | Wahl- beteiligung | gültige Stimmen |  | MAS-IPSP | C-A    | PAN-BOL | AS     |
| ----------------- |  | ----------------- | --------------- |  | -------- | ------ | ------- | ------ |
| 5.668             |  | 4.768             | 3.832           |  | 2.744    | 315    | 280     | 262    |
|                   |  | 84,12 %           | 80,37 %         |  | 71,61 %  | 8,22 % | 7,31 %  | 6,84 % |

## Gliederung
Das Municipio untergliedert sich in die folgenden acht Kantone (cantones):
- 05-0802-01 Kanton San Vicente 24 Ortschaften – 2.933 Einwohner
- 05-0802-02 Kanton Fierro Uno 1 Ortschaft – 53 Einwohner
- 05-0802-03 Kanton Chorolque Viejo 3 Ortschaften – 167 Einwohner
- 05-0802-04 Kanton Portugalete 24 Ortschaften – 226 Einwohner
- 05-0802-05 Kanton Chocaya – 7 Ortschaften – 3.019 Einwohner
- 05-0802-06 Kanton Atocha – 5 Ortschaften – 2.475 Einwohner
- 05-0802-07 Kanton Vetillas – 1 Ortschaft – 132 Einwohner
- 05-0802-08 Kanton Chorolque – 1 Ortschaft – 2.221 Einwohner

## Ortschaften im Municipio Atocha
- Kanton San Vicente
  - San Vicente 724 Einw. – Escoriani 21 Einw.

- Kanton Chorolque Viejo
  - Cotani 118 Einw.

- Kanton Portugalete
  - Tatasi 770 Einw. – Portugalete 16 Einw.

- Kanton Chocaya
  - Animas 1599 Einw. – Siete Suyos 1223 Einw. – Chocaya 95 Einw.

- Kanton Atocha
  - Atocha 2240 Einw. – Telamayu 1021 Einw. – Guadalupe 34 Einw.

- Kanton Chorolque
  - Santa Bárbara 2221 Einw.